# 2015–2016-os OB 2-es jégkorongbajnokság
Ez az oldal a magyar jégkorongbajnokság másodosztályának 2015–2016-os szezonjáról szól. Az OB 2-ben csak amatőr csapatok vesznek részt. Résztvevők:
- KMH
- MAC-MHC
- Hargitai Farkasok
- Jászberényi SE
- UTE Amatőr
- ESMTK-Jégsólymok

## Az alapszakasz
Az alapszakaszban minden csapat kétszer találkozik egymással, egyszer otthon és egyszer idegenben. Az alapszakasz végeredménye:
1. KMH 30p
2. MAC-MHC 20p
3. Hargitai Farkasok 15p
4. Jászberényi SE 13p
5. UTE Amatőr 8p
6. ESMTK-Jégsolymok 4p

| Hely | Csapat            | M  | 3p | 2p | 1p | 0p | +/- | Pont |
| ---- | ----------------- | -- | -- | -- | -- | -- | --- | ---- |
| 1    | KMH               | 10 | 10 | 0  | 0  | 0  | 51  | 30   |
| 2    | MAC-MHC           | 10 | 6  | 1  | 0  | 3  | 48  | 20   |
| 3    | Hargitai Farkasok | 10 | 5  | 0  | 0  | 5  | 0   | 15   |
| 4    | Jászberényi SE    | 10 | 4  | 0  | 1  | 5  | -8  | 13   |
| 5    | UTE Amatőr        | 10 | 2  | 1  | 0  | 7  | -36 | 8    |
| 6    | ESMTK-Jégsolymok  | 10 | 1  | 0  | 1  | 8  | -55 | 4    |

## A Helyosztók
A Helyosztókon az első helyezett a negyedikkel játszik, a második pedig a harmadikkal. Ezeknek a párharcoknak a győztese játszik az első helyért, a vesztesek pedig a harmadikért. Emellett az ötödik a hatodikkal az ötödik helyért játszik. Minden párharc 2 győzelemig tart. Az első meccset a rosszabb helyezésű csapatnál, a másodikat és a harmadikat a jobb helyezésűnél rendezik.
- 2016.02.13 szombat 	20:40 	Jászberényi SE 	- 	KMH 	3:9 (1:3, 1:4, 1:2) - 0:1
- 2016.02.18 csütörtök 	20:30 	Hargitai Farkasok 	- 	MAC-MHC 	5:6 bü. (2:1, 2:2, 1:2, 0:0, 0:1) - 0:1
- 2016.02.21 vasárnap 	20:45 	ESMTK-Jégsólymok 	- 	UTE Amatőr 	9:6 (2:1, 2:3, 5:2) - 1:0
- 2016.02.25 csütörtök 	21:05 	MAC-MHC 	- 	Hargitai Farkasok 	4:5 (0:1, 2:4, 2:0) - 1:1
- 2016.02.25 csütörtök 	21:10 	KMH 	- 	Jászberényi SE 	12:1 (4:1, 2:0, 6:0) - 2:0
- 2016.02.29 hétfő 	21:15 	MAC-MHC 	- 	Hargitai Farkasok 	8:3 (4:0, 1:0, 3:3) - 2:1
- 2016.03.05 szombat 	20:15 	UTE Amatőr 	- 	ESMTK-Jégsólymok 	17:2 (5:0, 7:0, 5:2) - 1:1
- 2016.03.16 szerda 	21:30 	MAC-MHC 	- 	Hargitai Farkasok 	4:1 (2:0, 1:0, 1:1) - 2:1
- 2016.03.21 hétfő 	21:30 	MAC-MHC 	- 	KMH 	3:1 (0:0, 0:0, 3:1) - 1:0
- 2016.03.31 csütörtök 	20:15 	KMH 	- 	MAC-MHC 	6:4 (1:2, 2:2, 3:0) - 1:1
- 2016.04.02 szombat 	19:30 	KMH 	- 	MAC-MHC 	4:1 (3:0, 1:1, 0:0) - 2:1
- 2016.04.06 szerda 	21:15 	Hargitai Farkasok 	- 	Jászberényi SE 	8:1 (2:0, 4:0, 2:1) - 1:0
- 2016.04.15 péntek 	20:15 	Jászberényi SE 	- 	Hargitai Farkasok 	2:6 (1:2, 1:3, 0:1) - 0:2
- 2016.05.01 vasárnap 	21:15 	UTE Amatőr 	- 	ESMTK-Jégsólymok 	2:1 (1:0, 0:1, 1:0) - 2:1